# Der Weg ins Leben
Der Weg ins Leben (russischer Originaltitel: Педагогическая поэма, Pedagogitscheskaja poema) ist ein zwischen 1933 und 1935 erschienener autobiografischer Roman von Anton Makarenko. Der Autor tritt in der Geschichte zugleich als Ich-Erzähler auf.

## Inhalt

### Erstes Buch
Im Jahr 1920 wird Makarenko Leiter der Gorki-Kolonie, einer Erziehungseinrichtung nahe Poltawa. In der unter materiellem Mangel leidenden Einrichtung gelingt es ihm und dem kleinen Kollegium, die ihnen anvertrauten und als „Vagabunden“ verschrienen Jugendlichen an Bildung, praktische Arbeit und Disziplin heranzuführen.
Während eines Spaziergangs entdeckt Makarenko mit einigen Zöglingen einen verlassenen Gutshof und arbeitet lange an einer Verlegung der Kolonie dorthin. Aufgrund des guten Bodens, der zu dem Hof gehört, kann nach einigen Konflikten mit den örtlichen Kulaken Ackerbau betrieben und mit Hilfe örtlicher Handwerker Notwendiges produziert werden. Innerhalb der Kolonie gehen die Erzieher gegen Diebstahl, Glücksspiel und Alkohol vor, und auch im nahen Dorf können sie mit Unterstützung einiger Kinder gegen die Schwarzbrennerei ankämpfen. Antisemitismus und eine verheimlichte Schwangerschaft mit anschließendem Kindsmord gehören zu den weiteren Problemen, denen sich die Erzieher stellen müssen. Im Laufe der Zeit kommen neue Zöglinge hinzu, jedoch muss sich das Kollektiv auch von langjährigen Mitgliedern trennen.
Der landwirtschaftliche Erfolg der Kolonie verbessert sich durch die Arbeit eines angestellten Agronomen. Außerdem wird das Zusammenleben der Zöglinge nach militärischen Gesichtspunkten organisiert und das Kollektiv in Abteilungen mit je einem Kommandeur eingeteilt. Dazu entstehen ein Rat der Kommandeure und flexible Einsatzgruppen für sporadisch auftretende Arbeiten. Durch Fürsprache der GPU dürfen Koloniebewohner auch Mitglied im Komsomol werden.
Im Oktober 1923 beziehen die Gorkianer ihr neue Niederlassung.

### Zweites Buch
Die Kolonie baut ihre Verbindung zum Volksbildungsamt aus und erhält von diesem auch einen großen Geldbetrag, um die restlichen Bauarbeiten am Gut abzuschließen. Dadurch erweitern sie die Kapazitäten der Kolonie und es kommen neue Pädagogen hinzu. Auch Makarenkos betagte Mutter zieht zu ihnen.
Die Zöglinge und Erzieher führen mit viel Aufwand Theaterstücke auf und treten dadurch in engeren Kontakt mit der umliegenden Bevölkerung. Diese Beziehungen vertiefen sich noch, als die Kolonie eine örtliche Mühle pachtet. Dadurch können sie auch gesellschaftlichen Einfluss ausüben, da ausschließlich Genossenschaften bedient werden. Die Klasse der Klein- und Mittelbauern wird dadurch zur Bildung von Kooperativen ermutigt, was bei letzteren jedoch anfangs schwierig ist. Die Zöglinge kämpfen innerhalb ihrer Kundschaft auch gegen Alkohol und Egoismus. Ein junger Kolonist wird in den Dorfsowjet gewählt. Freude bereitet den Jugendlichen außerdem ihr Briefwechsel mit Maxim Gorki.
Die Erfolge der Kolonie in Ackerbau und Viehzucht mehren sich und auch der Kauf neuer Pferde gelingt. Die Belegung ist einigen Veränderungen unterworfen, da ältere Zöglinge nun die Arbeiterfakultät von Charkow besuchen oder heiraten und deswegen auf nahe Bauernhöfe ziehen. Probleme bereiten dem Kollektiv u. a. ein Bewohner, der eine Kulakentochter heiraten möchte, und der Suizid eines Jungen. Letzterer führt auch zu Kritik der Behörden am Leitungsstil Makarenkos. Er akzeptiert diese Kritik
nicht, fühlt aber dennoch, dass die zunehmende Routine des Kolonielebens durchbrochen werden muss. Im Spätsommer 1925 wird ihm ein großes, verlassenes Gut zur Besiedlung angeboten. Das Projekt scheitert aber aus finanziellen Gründen. Stattdessen wird Makarenko die Übernahme der verwahrlosten Kinderkolonie von Kurjash vorgeschlagen, die sich in einem ehemaligen Kloster befindet. Er ist dagegen, einige Zöglinge und sein alter Kollege Kalina Iwanowitsch können ihn aber umstimmen. Gegenüber den Behördenvertretern kann er bestimmte Bedingungen durchsetzen und die Übernahme gelingt.

### Drittes Buch
Im Frühling 1926 zieht Makarenko mit einigen Jugendlichen als Vorhut um. Das Zusammenleben mit den 280 verwahrlosten Zöglingen in Kurjash erscheint anfangs unmöglich, nur mit Wenigen können die Kolonisten Verbindungen knüpfen. Die alltägliche Arbeit ist zeitweise nur mit Unterstützung von Studenten der Arbeiterfakultät zu schaffen, da die eingesessenen Jugendlichen sie verweigern oder nur unzuverlässig verrichten. Die Ankunft der weiteren Schützlinge und die Einführung eines geregelten Tagesablaufes bessern die Verhältnisse zusehends. Es kommt aber zwischendurch zu unangenehmen Vorfällen, wie der ungeplanten Schwangerschaft eines Mädchens, dem Makarenko schon einmal eine Abtreibung ermöglichte. Dieses Mal verweigert er die Erlaubnis, die anfangs Störrische gebärt letztlich und wird zur verantwortungsvollen Mutter. Ein weiterer Bewohner stiehlt einen großen Geldbetrag, wandelt sich aber durch eine Kontaktsperre seitens der anderen Koloniemitglieder und die daraus resultierende soziale Isolation zum Besseren. Auch Probleme mit der örtlichen Kirchgemeinde bewältigt das Kollektiv. Trotz seiner Erfolge sieht sich Makarenko häufig Kritik ausgesetzt und kann auch nötige Geldbeträge zuweilen nur dank seiner Findigkeit besorgen.
1927 wird die Felix-Dserschinski-Kommune gegründet und Makarenko um die Übersiedlung von fünfzig Zöglingen dorthin gebeten. Auch seine Mitarbeit ist gefragt und so pendelt er zeitweise zwischen beiden Einrichtungen. Einen persönlichen Besuch Maxim Gorkis in der Kolonie nimmt der Pädagoge als feierlichen Anlass, deren Leitung aufzugeben und sich auf die Arbeit in der Kommune zu konzentrieren. Im Epilog umreißt Makarenko kurz den weiteren Werdegang einiger ehemaliger Kolonisten.

## Entstehung und Ausgaben
Makarenko schrieb den ersten Teil im Jahr 1928, kurz nach seinem Arbeitsplatzwechsel und Maxim Gorkis Besuch in der Kolonie. Nachdem der in Italien lebende Autor, mit dem Makarenko im Briefwechsel stand, dessen Buch Der Marsch des Jahres dreißig gelobt hatte, legte Makarenko ihm im Herbst 1933 das Manuskript zum Beginn des Pädagogischen Poems vor. Es erschien noch im selben Jahr in Gorkis Almanach Das Jahr XVII in Russisch, 1934 folgte eine Einzelausgabe in Buchform. Ein Jahr später gab die Zeitschrift Radjanska Literatura die ukrainische Fassung heraus. Ende August 1934 beendete Makarenko den zweiten Teil und arbeitete diesen nach Rücksprache mit Gorki im September um. Auch den dritten Teil besprachen beide miteinander.
Die deutschsprachige Ausgabe erschien erstmals 1948 beim Aufbau Verlag in einer Übersetzung von Ingo-Manfred Schille. Die ersten Versionen wurde unter dem Titel Ein pädagogisches Poem veröffentlicht, spätere Fassungen trugen in der Regel den Titel Der Weg ins Leben bzw. Der Weg ins Leben. Ein pädagogisches Poem. Das Werk erschien auch in der BRD und Westberlin.
Andere Sprachen, in die Makarenkos Buch übersetzt wurde, sind u. a. Englisch, Französisch, Ungarisch und Slowakisch.

## Selbsteinschätzung
„Im Pädagogischen Poem ging es mir darum, den Menschen im Kollektiv darzustellen, den Kampf des Menschen mit sich selbst zu schildern und den Kampf des Kollektivs um seine Werte, um sein kollektives Antlitz, einen Kampf also, der mehr oder weniger heftige Formen annimmt.“

## Adaptionen

### Film
Auf Grundlage von Makarenkos Manuskript entstand 1931 der gleichnamige Film.

### Hörspiel
1950 produzierte der Berliner Rundfunk eine Hörspielfassung des Romans unter dem Titel Unsere Brücke. Die Bearbeitung für den Hörfunk erstellte Herbert Horn. Die Regie führte Rudolf Pallas. Die Erstsendung fand am 3. November 1950 statt. Die Abspieldauer beträgt 59'47 Minuten.
Zu den Sprechern gehörten u. a.: Otto Tausig (Makarenko), Antje Ruge	(Jekaterina), Curt Lauermann	(Kalina), Karl Heinz Deickert	(Jegor) und Gert Karl Schaefer	(Pjotr).